# Paralimnophila (Papuaphila) decorata
Paralimnophila (Papuaphila) decorata is een tweevleugelige uit de familie steltmuggen (Limoniidae). De soort komt voor in het Australaziatisch gebied.